# N. Pál József
N. Pál József (Pethőhenye, 1957. december 20. –) József Attila-díjas magyar irodalomtörténész, kritikus.

## Életpályája
1976-ban érettségizett a Ganz Ábrahám Gépészeti Szakközépiskolában Zalaegerszegen. 1976-1979 között esztergályos, raktáros és közkatona. 1979-1984 között az Eötvös Loránd Tudományegyetem Bölcsészettudományi Karának magyar-történelem szakos hallgatója. 1984-1985 között a Petőfi Irodalmi Múzeum szakalkalmazottja. 1985 óta publikál rendszeresen, írásai leginkább a Kortárs, a Hitel, az Új Forrás s a Magyar Szemle című folyóiratokban jelennek meg. 1985-1988 között a Magyar Tudományos Akadémia tudományos továbbképzési ösztöndíjasa. 1988 óta az Eötvös Loránd Tudományegyetem Bölcsészettudományi Karának Modern Magyar Irodalomtörténeti Tanszékének oktatója, tanársegéd, majd adjunktus.
Kutatási területe a XX. századi magyar irodalom- és eszmetörténet összefüggései, Ady Endre pályája, a népi irodalom és mozgalom története, valamint irodalom és politika viszonya 1945 után. Hobbija a sporttörténet.

## Művei
- "Tisztának a tisztát őrizzük meg". Tanulmányok, kritikák a huszadik századi magyar irodalomról és történelemről (2001)
- Czine Mihály: Magyar irodalom a huszadik században (szerkesztés, 2001)
- "A megtartók jöjjenek...". Tanulmányok, kritikák a huszadik századi magyar irodalom történetéből (2004)
- Ahogy lehet. Szabó Pál emlékezete (szerkesztés, 2004)
- Ady Endre Összes Versei IV., 1908–1909; kritikai kiadás (szerkesztés, Janzer Frigyessel és Nényei Sz. Noémivel, 2006)
- Modernség, progresszió, Ady Endre és az Ady-Rákosi vita (2008)
- Magyar sport – magyar sors. Esszék a magyar sport történetéből (2009)
- N. Pál József–Novák Miklós: A magyar sport története; Holnap, Bp., 2021
- "Ha reménytelen a Lehetetlen..."; MMA, Bp., 2022
- Magyar sport – magyar sors II. (2023)